# Gambia Telecommunications Company
Die Gambia Telecommunications Company Ltd., auch kurz Gamtel genannt, ist die halbstaatliche Telefongesellschaft mit einer Mobilfunktochter im westafrikanischen Staat Gambia.
Der Staat hält aktuell 99 Prozent, die restlichen Anteile hält die Gambia National Insurance Company (GNIC). Das Grundkapital von 60 Millionen Dalasi (D) (ungefähr 2,4 Millionen Euro) ist in Aktien von 10-D-Nennwert eingeteilt. Die ungefähr 1300 Angestellten erwirtschaften 760 Millionen D und 114 Millionen D Gewinn vor Steuern.

## Geschichte
Die Gamtel wurde 1984 im Rahmen einer Übernahme der ehemaligen Cable & Wireless PLC (Gambia) durch das gambische Telekommunikationsministerium mit anschließender Restrukturierung, mit Unterstützung der Europäischen Union (EU), gegründet. Veraltete Strowger-Drehwähler aus den 50er Jahren wurden durch eine digitale Vermittlungstechnik ersetzt – zu dieser Zeit waren bei der Deutschen Telekom noch analoge Wahlsysteme im Einsatz. Somit verfügte Gambia bereits vor der Deutschen Telekom über digitale Technik. Die EU spendete zur Gründung unter anderem 2000 Telefone. Begleitet wurde die Gründung vom deutschen Unternehmen Detecon.
1995 wurde Radio Gambia übernommen und 1996 ein eigener Fernsehsender aufgebaut. Den Großteil des Kredites dafür stellte damals die Société Générale zur Verfügung. Diese beiden Einheiten wurden 2000 als eine eigenständige, staatliche Gesellschaft mit dem Namen Gambia Radio & Television Services (GRTS) ausgegliedert. Ein Jahr später wurde die Tochter Gamcel gegründet.
Zur Zeit der Gründung besaß die Gamtel ca. 2400 Telefonanschlüsse, nach der Durchführung größerer Ausweitungsprojekte waren es über 50.000, von denen 2004 41.200 genutzt wurden. Gamtel betreibt elf eigene städtische Filialen und hat zwölf provinzielle Niederlassungen, in über 230 privat betriebenen Telecentern können die Produkte von Gamtel erworben werden. Im Land sind mehr als 260 Münzfernsprecher installiert (Stand 2004).
Im August 2007 wurde bekannt, dass die Regierung 50 Prozent von Gamtel und 50 Prozent von Gamcel an ein libanesisches Unternehmen mit dem Namen Spectrum Investment Group Ltd. verkauft hat. Gleichzeitig wurden Gerüchte über die Auflösung des Vorstandes bekannt.

## Tochterunternehmen

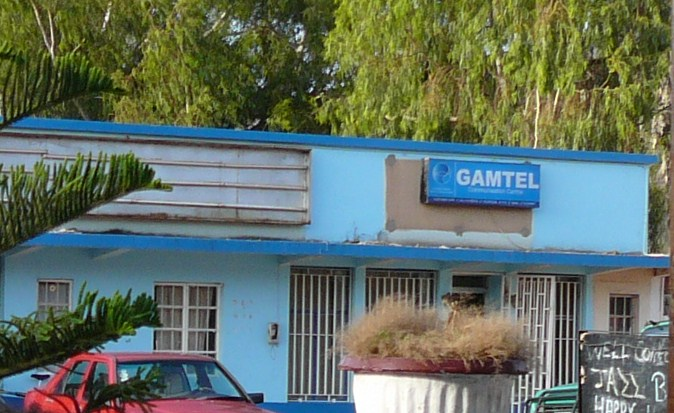
Niederlassung mit Internetcafé in der Senegambia Area

Die Gambia Telecommunications Cellular Company Ltd., kurz Gamcel, ist die Mobilfunktochter der Gamtel und wurde 2001 gegründet. Verkauft werden für den breiten Markt Prepaidkarten und für Unternehmen bzw. Geschäftsleute Mobilfunkverträge. Der Versand von Short Message Service (SMS) ist im GSM-Netz (GSM 900 Netz) auch möglich.
Die Netzversorgung ist in der Greater Banjul Area zu 90 Prozent gewährleistet und zu 45 Prozent in den übrigen Landesteilen. Die ungefähr 135 Angestellten erwirtschaften 273 Millionen D und 82 Millionen D Gewinn vor Steuern. Aktuell soll die Mobilfunkversorgung im Land flächendeckend sein.

## Sport
Der GAMTEL Football Club ist auch in der höchsten gambischen Fußball-Klasse, der GFA League First Division vertreten. Die Meisterschaft gewannen sie noch nicht.